# Cyrtopogon rufitibialis
Cyrtopogon rufitibialis är en tvåvingeart som beskrevs av Jacques-Marie-Frangile Bigot 1878. Cyrtopogon rufitibialis ingår i släktet Cyrtopogon och familjen rovflugor. Inga underarter finns listade i Catalogue of Life.